# Dale Thomas

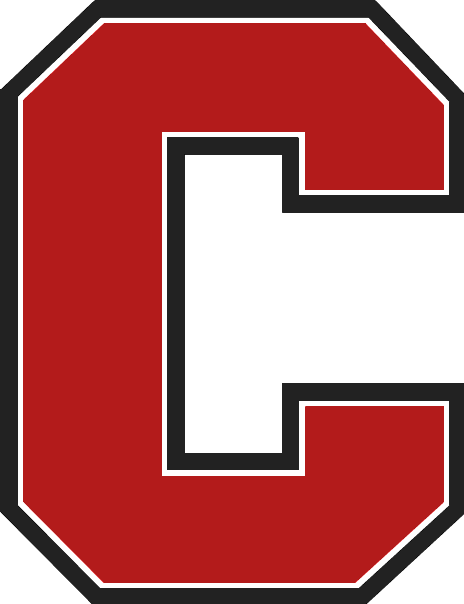
Zawodnik Cornell Big Red

Dale Oren Thomas (ur. 26 lutego 1923 w Marion, zm. 4 marca 2004 w Corvallis) – amerykański zapaśnik walczący w stylu klasycznym. Olimpijczyk z Melbourne 1956, gdzie zajął piąte miejsce w wadze półciężkiej.
Szósty na mistrzostwach świata w 1954 roku.
Zawodnik Marion High School i Cornell University. All-American w NCAA Division I w 1947 roku, gdzie zajął trzecie miejsce.

## Letnie Igrzyska Olimpijskie 1956
| Konkurencja          | Rundy eliminacyjne           | Rundy eliminacyjne   | Rundy eliminacyjne    | Klas. końcowa |
| Konkurencja          | Przeciwnik I                 | Przeciwnik II        | Przeciwnik III        | Miejsce       |
| -------------------- | ---------------------------- | -------------------- | --------------------- | ------------- |
| 87 kg styl klasyczny | Eugen Wiesberger Jr. (AUT) Z | Veikko Lahti (FIN) P | Petko Sirakow (BGR) P | 5.            |